# Hanshposha
Hanshposha – gaun wikas samiti we wschodniej części Nepalu w strefie Kośi w dystrykcie Sunsari. Według nepalskiego spisu powszechnego z 2001 roku liczył on 3613 gospodarstw domowych i 17700 mieszkańców (9232 kobiet i 8468 mężczyzn).